# 施奈德約赫山
47°34′0″N 11°47′21″E / 47.56667°N 11.78917°E

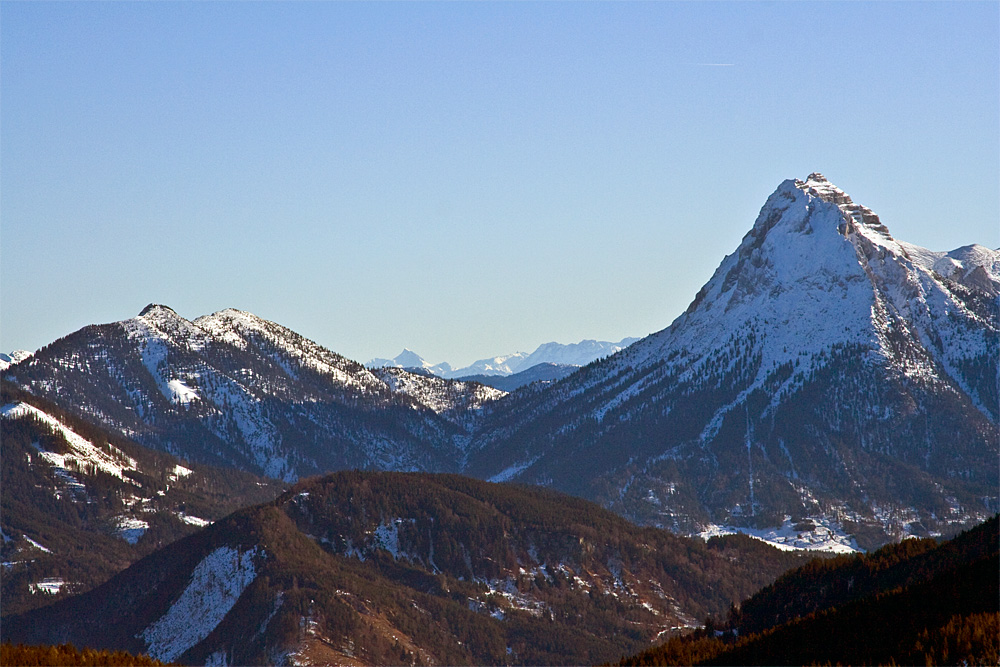

施奈德約赫山（德語：Schneidjoch），是奧地利的山峰，位於該國西部，由蒂羅爾州負責管轄，屬於布兰登贝格山的一部分，距離古弗特山1.9公里，海拔高度1,811米。